# Jeannelle Scheper
Jeannelle Annemeike Shantal Scheper (née le 21 novembre 1994 à Kingston) est une athlète luciano-néerlandaise, concourant pour la Sainte-Lucie, spécialiste du saut en hauteur.

## Carrière
Jeanelle Scheper naît à Kingston, en Jamaïque, de parents venant de Barbade. Son père est d'origine néerlandaise, d'où son prénom Annemeike donné par son grand-père et d'une mère sainte-lucienne. Elle a déménage à Sainte-Lucie à l'âge de deux ans, et a également vécu durant son adolescence à la Barbade et en Grenade, avant de revenir à Sainte-Lucie.
Elle possède la double nationalité néerlando-sainte-lucienne, s'entraîne aux Pays-Bas, et peut ainsi participer aux championnats nationaux, dont elle remporte un titre national en salle en 2020. 
Elle commence sa carrière internationale aux Jeux de la CARIFTA. En 2010 chez les cadettes, elle remporte deux médailles de bronze : au saut en hauteur avec 1,68 m et au saut en longueur avec 5,28 m. Les trois années suivantes, elle remporte deux médailles de bronze (2011, 2012) et une médaille d'or (2013) au saut en hauteur.
En 2013, Scheper remporte la médaille d'argent des Championnats d'Amérique centrale et des Caraïbes en 1,92 m, record personnel, derrière sa compatriote Levern Spencer. Un mois plus tard, elle participe aux championnats du monde de Moscou sans se qualifier pour la finale, ne franchissant qu'une barre à 1,83 m.
En 2014, elle se classe quatrième ex-aecquo aux Jeux du commonwealth de Glasgow avec 1,89 m.
En 2015, elle termine cinquième des Jeux panaméricains de Toronto avec 1,88 m puis atteint, le mois suivant, la finale des championnats du monde de Pékin à laquelle elle termine à la 7e place avec 1,92 m.
Elle représente la Sainte-Lucie aux Jeux olympiques de Rio mais n'atteint pas la finale, terminant 25e des phases de qualifications (1,89 m).
Le 19 janvier 2020, à Leverkusen, elle bat son vieux record personnel en salle en effaçant une barre à 1,92 m, son meilleur saut depuis la saison 2015. Le 23 février, elle remporte le titre national néerlandais avec 1,90 m

## Palmarès
| Date | Compétition                       | Lieu         | Résultat | Épreuve  | Marque |
| ---- | --------------------------------- | ------------ | -------- | -------- | ------ |
| 2010 | Jeux de la CARIFTA cadet          | George Town  | 3e       | Hauteur  | 1,68 m |
| 2010 | Jeux de la CARIFTA cadet          | George Town  | 3e       | Longueur | 5,28 m |
| 2011 | Jeux de la CARIFTA junior         | Montego Bay  | 3e       | Hauteur  | 1,70 m |
| 2012 | Jeux de la CARIFTA junior         | Hamilton     | 3e       | Hauteur  | 1,80 m |
| 2012 | Championnats NACAC juniors        | San Salvador | 1re      | Hauteur  | 1,85 m |
| 2012 | Championnats du monde juniors     | Barcelone    | 8e       | Hauteur  | 1,82 m |
| 2013 | Jeux de la CARIFTA junior         | Nassau       | 1er      | Hauteur  | 1,87 m |
| 2013 | Championnats NACAC                | Morelia      | 2e       | Hauteur  | 1,92 m |
| 2014 | Jeux du Commonwealth              | Glasgow      | 4e       | Hauteur  | 1,89 m |
| 2014 | Festival des sports panaméricains | Mexico       | 2e       | Hauteur  | 1,85 m |
| 2015 | Jeux panaméricains                | Toronto      | 5e       | Hauteur  | 1,88 m |
| 2015 | Championnats du monde             | Pékin        | 7e       | Hauteur  | 1,92 m |
| 2018 | Jeux du Commonwealth              | Gold Coast   | 9e       | Hauteur  | 1,80 m |
| 2019 | Jeux panaméricains                | Lima         | 4e       | Hauteur  | 1,84 m |

## Records
| Épreuve         | Épreuve   | Marque | Lieu       | Date            |
| --------------- | --------- | ------ | ---------- | --------------- |
| Saut en hauteur | Plein air | 1,96 m | Starkville | 15 mai 2015     |
| Saut en hauteur | Salle     | 1,92 m | Leverkusen | 19 janvier 2020 |